# 愛と死/青空のおしゃべり
「愛と死/青空のおしゃべり」（あいとし/あおぞらのおしゃべり）は、1973年10月21日にCBS・ソニーレコード（現：ソニー・ミュージックレーベルズ）から発売されたフォーリーブスの18枚目のシングルである。

## 概要
両A面シングルである。
「愛と死」は北公次がメインボーカル。

## 収録曲
※両曲共に作詞：北公次／作曲・編曲：鈴木邦彦
1. 愛と死
作品コード:001-1438-3
2. 青空のおしゃべり
作品コード:001-1442-1